# 獵人克萊文 (電影)
《獵人克萊文》（英語：Kraven the Hunter）是一部2024年美國超級英雄電影，改編自漫威漫畫旗下同名反派角色的故事，由哥倫比亞影業與漫威娛樂共同製作，索尼影視娛樂發行。本片為「索尼影業蜘蛛人宇宙」的第六部電影，由J·C·錢德爾執導，李察·威克、阿特·馬庫姆和馬特·霍洛威撰寫劇本，亞倫·強森、亞莉安娜·黛博塞、佛列德·海辛爾、亚历桑德罗·尼沃拉、克里斯多福·阿伯特和羅素·克洛主演。劇情講述一名俄羅斯裔美國獵人一心想成為世上最偉大的獵人，但因一場打獵意外而使自身產生突變成能力超群的狩獵者。
《獵人克萊文》2024年12月13日在美國上映，同時是索尼首部被美國電影協會列為R級的漫威電影。媒體和評論家普遍對本片給予負面評價，其中以視覺效果、角色刻畫、編劇和對白遭受多數評論家的指謫，盡管少部分評論家對動作場面和亞倫·強森的演出給予好評。本片全球票房僅6196萬美元，血本無歸，可謂票房炸彈。電影入圍第45屆金酸莓獎三個獎項。

## 劇情
在母親過世後，謝爾蓋·克萊維諾夫與他的同父異母兄弟狄米崔被父親尼古拉（Nikolai）帶走，準備接手他的毒品走私業務。在一次非洲的狩獵旅途中，謝爾蓋為了保護弟弟免受獅子的攻擊而身受重傷，幾乎喪命。在垂死之際，他被一名叫做卡呂普索的女孩發現。卡呂普索的祖母曾預言她會在一場意外中拯救一個人，並賦予對方強大的力量。卡呂普索用祖傳藥水治癒了謝爾蓋，並呼叫救援，留下了一張塔羅牌後離開。當尼古拉告訴他，自己為了教導兒子們教訓而殺死了獅子時，謝爾蓋發現自己因藥水而變得像動物般敏捷，對父親的行為感到厭惡，隨後逃往母親在俄羅斯的一處隱藏避難所。
16年後，謝爾蓋改名為克萊文，以義警身份清除罪犯。在俄羅斯的一所監獄中殺死了一名軍火走私犯後，克萊文前往倫敦參加狄米崔的生日宴會。當晚因失眠外出散步時，狄米崔被一群雇傭兵綁架。尼古拉拒絕支付贖金後，克萊文找到如今已成為律師的卡呂普索，說服她協助追蹤綁架狄米崔的罪犯。
與此同時，狄米崔被綁架他的雇傭兵頭目阿列克謝·塞爾斯維奇接觸。阿列克謝參與了一項實驗，獲得了類似犀牛的力量與外貌。他提議與狄米崔聯手推翻尼古拉。阿列克謝發現克萊文與狄米崔的關係後，將克萊文引誘到土耳其的一座廢棄修道院設伏，但克萊文成功倖存下來。隨後，刺客「異鄉人」接觸阿列克謝，他擅長使用眼部催眠讓目標迷失方向，並提出要殺死克萊文的交易，聲稱自己已研究克萊文多年的攻擊模式。
阿列克謝與異鄉人追蹤克萊文與卡呂普索到他的避難所，並用狄米崔作為誘餌設下埋伏。在克萊文試圖殺死他們時，異鄉人用神經毒素將他麻醉並攻擊他，但卡呂普索用弩箭殺死了異鄉人並用祖傳藥水再次救活克萊文。克萊文隨後利用一群水牛的衝鋒困住阿列克謝。雖然阿列克謝變身為犀牛人短暫壓制了克萊文，但最終被一支長矛擊殺。
克萊文發現是尼古拉向阿列克謝洩露了自己的存在後，追蹤父親到西伯利亞的森林尋求答案。尼古拉承認，他早就知道阿列克謝針對自己，並操縱兩個兒子為他解決敵人。克萊文拒絕殺死父親，但偷走了他的彈藥，讓他被一頭熊殺死。狄米崔從曾經實驗阿列克謝的醫生那裡獲得了變形能力，他得知這一切後與克萊文斷絕關係，並指責他與尼古拉本質上沒有區別，都是追求下一個「大獵物」的獵人。回到家後，克萊文發現尼古拉留給他的便條和用當年被殺獅子製成的背心，他穿上背心，接受了弟弟對他的指控。

## 演員
| 演員                | 角色                          | 簡介                             |
| ------------------- | ----------------------------- | -------------------------------- |
| 亞倫·強森           | 謝爾蓋·克萊維諾夫／獵人克萊文 | 動物愛好者和自然世界保護者。     |
| 亞莉安娜·黛博塞     | 卡呂普索·埃兹利               | 巫毒女祭司，克萊文的情人。       |
| 佛列德·海辛爾       | 狄米崔·史莫迪耶科夫／變色龍   | 克萊文的同父異母弟弟，偽裝大師。 |
| 亞歷桑德羅·尼沃拉   | 阿列克謝·塞爾斯維奇／犀牛人   | 主要反派，傭兵兼刺客。           |
| 克里斯托福·阿波特   | 異鄉人                        | 阿列克謝雇用的刺客。             |
| 羅素·克洛           | 尼古拉·克萊維諾夫             | 克萊文的父親。                   |
| 穆拉特·賽文         | 奧默爾·阿克蘇伊               | 阿列克謝雇用的土耳其刺客。       |
| 尤里·科洛科利尼科夫 | 塞蒙·喬尼                     | 俄羅斯軍火走私犯。               |

此外，萊維·米勒飾演年少時期的謝爾蓋。

## 製作

### 發展
2013年12月，索尼影視娛樂宣佈計劃透過2014年電影《蜘蛛人驚奇再起2：電光之戰》來建立他們擁有的漫威漫畫角色的電影版權的一個電影宇宙，包括邪惡六人組，其概念來自由華特迪士尼公司旗下的漫威影業所創作的漫威電影宇宙（MCU）。《蜘蛛人驚奇再起2：電光之戰》結尾引入了獵人克萊文。《蜘蛛人：驚奇再起》和《蜘蛛人驚奇再起2：電光之戰》的導演馬克·韋布表示有興趣讓該角色出現在電影中。
2015年2月，索尼和漫威影業宣佈建立新的合作關係，漫威將為索尼製作下一部蜘蛛人電影，並讓蜘蛛人加入漫威電影宇宙中。2017年5月，索尼正式宣佈計劃推出一個名為「索尼影業蜘蛛人宇宙」的全新電影宇宙，首部電影為2018年上映的《猛毒》。索尼打算把這些電影作為MCU版本蜘蛛人的附屬電影，而《獵人克萊文》亦是其中一部被考慮製作的電影。2018年2月，瑞恩·庫格勒透露他曾經想把獵人克萊文引入2018年電影《黑豹》中，但漫威告訴他該角色因為版權問題而不能使用。
2018年8月，索尼聘請《私刑教育2》的編劇李察·威克為《獵人克萊文》撰寫劇本 。該項目被稱為索尼漫威宇宙的「下一章」 ，因為該角色為狩獵大型動物的獵人，並把蜘蛛人視為他的「白鯨」（人生的終極目標）。但該電影可能不會有蜘蛛人出現，因為他還會在MCU的電影中出現。威克的任務就是找出替代蜘蛛人的角色。該電影的等級將取決於觀眾對《猛毒》的反應。2018年10月，威克說他正處於「破解」電影劇本和基調的階段，但他意圖是堅持漫畫的傳統，想克萊文的狩獵對象是蜘蛛人。他補充說，索尼希望電影改編自《克萊文最後的狩獵》的故事情節。威克打算參考《追殺比爾》把一個故事分成兩部電影，並表示有興趣讓《私刑教育2》的導演安東尼·法奎加入該項目。法奎曾考慮執導該電影宇宙的另一部電影《魔比斯》。威克說法奎將根據劇本決定是否接拍該項目。
2019年3月，索尼確認一部基於獵人克萊文的電影正在開發中。2019年7月，《蜘蛛人：返校日》和《蜘蛛人：離家日》的導演強·華茲表示有興趣讓獵人克萊文出現在《蜘蛛人：離家日》的續集中，並讓湯姆·霍蘭德飾演的彼得·帕克／蜘蛛人對抗獵人克萊文。但該想法後來被放棄了，取而代之的是《蜘蛛人：無家日》的故事。2020年8月，據報導阿特·馬庫姆與馬修·霍拉威為《魔比斯》重寫劇本後也將為《獵人克萊文》重寫劇本，而J·C·錢德爾為執導該片進行洽談，麥特·托馬赫和阿維·阿拉德擔任製片人。2021年5月，據報導亞倫·強森將飾演獵人克萊文，並確認由J·C·錢德爾執導電影。此前索尼曾考慮布萊德·彼特、基努·李維、約翰·大衛·華盛頓和亞當·崔佛等演員出演獵人克萊文，但當索尼高層看到強森在2022年電影《子彈列車》中的出色表現後決定改為讓他來飾演克萊文。2021年7月，據報導茱蒂·透納-史密斯正在商談出演克萊文的情人卡呂普索。2021年10月，湯姆·霍蘭德表示他和《蜘蛛人系列電影》的製片人艾米·帕斯卡曾經討論過他有可能在《獵人克萊文》中回歸出演蜘蛛人。

### 前期製作
2022年2月，羅素·克洛加盟出演未知角色。據《好萊塢報導》指出，電影中的許多主要角色都是克萊文家族的成員。同月，寇帝·史密-麥菲獲邀出演獵人克萊文的同父異母弟弟變色龍，但他因為日程的安排產生衝突而拒絕出演。透納-史密斯也被證實沒有成為卡呂普索的人選。2月底，據報導佛列德·海辛爾將出演變色龍。2022年3月，據報導亞莉安娜·黛博塞將出演卡呂普索，亞歷桑德羅·尼沃拉將出演反派角色犀牛人。

### 拍攝
主體拍攝2022年3月20日在倫敦開始進行。

## 發行
《獵人克萊文》最初定於2023年1月13日美國上映。2022年9月，電影延期至2023年10月6日（《蜘蛛夫人》原檔期）美國上映。美國上映日之後改為2024年8月30日。之後再度延期至2024年12月13日。
首支電影片段於2023年4月在CinemaCon展出，強森宣布該片將是索尼的第一部R級漫威電影。

## 迴響

### 評價
爛番茄根據155條評論，本片獲得15%的新鮮度，平均得分4／10，觀眾的好評度為68%，平均得分3.7／5，該網站的註站評論家對該片共識評價為「憑藉著死記硬背的故事和拙劣的特效，《獵人克萊文》沒有贏得任何戰利品，還淪為一頭紙老虎。」。在Metacritic上，本片獲得35分，顯示評分等級為「負面評論為主」。

## 備註
1. ↑  依照索尼影業蜘蛛人宇宙上映次序。

## 外部連結
- 互联网电影数据库（IMDb）上《獵人克萊文》的资料（英文）
- 爛番茄上《獵人克萊文》的資料（英文）
- Box Office Mojo上《獵人克萊文》的資料（英文）
- Metacritic上《獵人克萊文》的資料（英文）
- 開眼電影網上《獵人克萊文》的資料（繁體中文）
- 豆瓣电影上《獵人克萊文》的資料 （简体中文）